# Nazeing
Nazeing är en by och en civil parish i Epping Forest i Storbritannien. Den ligger i grevskapet Essex och riksdelen England, i den sydöstra delen av landet, 27 km norr om huvudstaden London. Orten har 4 675 invånare (2001). Byn nämndes i Domedagsboken (Domesday Book) år 1086, och kallades då Nasinga.
Kustklimat råder i trakten. Årsmedeltemperaturen i trakten är 10 °C. Den varmaste månaden är augusti, då medeltemperaturen är 20 °C, och den kallaste är december, med 0 °C.